# Palčje
Palčje – wieś w Słowenii, gmina Pivka. 1 stycznia 2017 liczyła 203 mieszkańców.